# Светислав Глишовић
Светислав Глишовић (Београд, 17. септембар 1913 — Париз, 10. март 1988) био је српски и југословенски фудбалер. Био је стандардни играч најбоље навале коју је Београдски спорт клуб (БСК) икад имао: Александар Тирнанић, Ђорђе Вујадиновић, Благоје Марјановић, Војин Божовић, Светислав Глишовић.

## Играчка каријера
У првој екипи београдских „плавих“ појавио се у првенству 1931/32. године, а у сезони 1939/40. био је најбољи лигашки стрелац са 10 погодака (на 10 утакмица). У дресу БСК-а освајао је четири титуле првака Југославије у сезонама: 1932/33, 1934/35, 1935/36. и 1938/39. Играо је на месту оба крила, а истицао се брзином и јаким ударцем на гол.
Уз 15 утакмица за селекцију Београда и три сусрета за, Б“ екипу (1934—1937), одиграо је 21 утакмицу и постигао девет голова за репрезентацију Југославије. Дебитовао је 5. јуна 1932. против репрезентације Француске (2:1) у Београду, постигавши оба гола за Југославију, а од дреса са државним грбом опростио се 14. априла 1940. у сусрету са репрезентацијом Немачке (2:1) у Бечу, у коме је постигао водећи гол за Југославију.

## Тренерска каријера
На првом послератном државном првенству 1945, био је тренер победничке екипе НР Србије. Након тога две сезоне је био први тренер београдске Црвене звезде (1946—1948). Као тренер водио је грчке клубове Панатинаикос и Арис и швајцарски Грасхопер.
Када се растао од фудбала, преселио се у САД, где је објавио књигу: „Студија модреног фудбала“.

## Голови за репрезентацију Југославије
| #  | Датум           | Место   | Противник | Резултат | Такмичење     |
| -- | --------------- | ------- | --------- | -------- | ------------- |
| 1. | 5. јун 1932.    | Београд | Француска | 2:1      | Пријатељска   |
| 2. | 5. јун 1932.    | Београд | Француска | 2:1      | Пријатељска   |
| 3. | 26. јун 1932.   | Београд | Грчка     | 4:1      | Балкански куп |
| 4. | 3. јун 1934.    | Београд | Бразил    | 8:4      | Пријатељска   |
| 5. | 3. јун 1934.    | Београд | Бразил    | 8:4      | Пријатељска   |
| 6. | 20. јун 1936.   | Софија  | Грчка     | 6:1      | Балкански куп |
| 7. | 20. јун 1936.   | Софија  | Грчка     | 6:1      | Балкански куп |
| 8. | 18. мај 1939.   | Београд | Енглеска  | 2:1      | Пријатељска   |
| 9. | 14. април 1940. | Беч     | Немачка   | 1:2      | Пријатељска   |